# Frank Kehoe
Frank D. Kehoe fue un especialista en saltos estadounidense y jugador de waterpolo. En los Juegos Olímpicos de San Luis 1904, disputó la final de waterpolo y consiguió la medalla de plata al perder su equipo, Chicago Athletic Association, seis a cero ante New York Athletic Club. En las olimpiadas de San Luis Kehoe también ganó la medalla de bronce en salto de plataforma.